# Super Sentai Saikyo Battle
4 tuần liên tục đặc biệt của Super Sentai Saikyo Battle!! (4週連続スペシャル スーパー戦隊最強バトル!! Yon-shū Renzoku Supesharu Sūpā Sentai Saikyō Batoru!!) là một miniseries của Super Sentai được phát sóng trên kênh TV Asahi vào ngày 17 tháng 2 năm 2019, sau khi Lupinranger VS Patranger kết thúc trước khi Ryusoulger lên sóng. Bộ phim được chiếu song song với Kamen Rider Zi-O.

## Cốt truyện
Câu chuyện bắt đầu khi một cô gái bí ẩn tên Rita tập hợp các Senshi từ các đội Super Sentai đến hành tinh Nemesis. Các chiến binh sẽ có thể thực hiện điều ước bất kỳ mà họ mong muốn nếu họ có thể giành chiến thắng trong giải đấu Super Sentai Saikyo Battle.
Cứ sau 500 năm, người ta nói rằng vũ trụ sẽ xảy ra một hiện tượng huyền bí gọi là "Moebius Connect" trong thời khắc mở ra kỷ nguyên mới và kết thúc thời kỳ Heisei vào năm 2019.
Các Super Sentai đã tập hợp và "Super Sentai Saikyo Battle" được diễn ra. Người chiến thắng trong trận chiến này sẽ nhận được điều ước của họ. Tất cả các Senshi của 42 Super Sentai lần lượt được triệu hồi để tham gia trận chiến lớn này, được sắp xếp thành các đội khác nhau theo các chủ đề như: Xe, Động vật,... và tất cả đối đầu với nhau trong trận chiến quyết định này.. Để thực hiện điều ước của họ, để có được danh hiệu "mạnh nhất", một trận đại chiến dữ dội sẽ diễn ra (Trận chiến không ghi nhận sự tham gia của thành viên thuộc những chiến đội: Goranger,Denziman,Zyuranger, Abaranger, Kyoryuger và Lupinranger) '' .

## Nhân vật

### Đội Bất Thường
| Zyuoh Eagle   | Kazakiri Yamato   |
| Gokai Red     | Captain Marvelous |
| Sasori Orange | Stinger           |
| AkaNinger     | Igasaki Takaharu  |
| ToQ 5gou      | Izumi Kagura      |

### Các chiến binh khác

#### Đội Nghiêm túc
| Gosei Blue  | Hyde             |
| GoPink      | Tatsumi Matsuri  |
| Patren 1gou | Asaka Keiichiro  |
| MegaBlack   | Endou Kouichirou |
| Bouken Pink | Nishihori Sakura |

#### Đội Xe cộ
| GoGreen       | Tatsumi Shou      |
| Yellow Racer  | Shinohara Natsumi |
| Go‑On Red     | Esumi Sosuke      |
| Bouken Silver | Takaoka Eiji      |
| Go‑On Yellow  | Rouyama Saki      |

#### Đội Huyền thoại
| GingaPink     | Saya          |
| OhYellow      | Nijou Juri    |
| ChangePegasus | Oozora Yuuma  |
| GoggleBlack   | Kuroda Kanpei |
| OhPink        | Maruo Momo    |

#### Đội Không gian
| MegaPink      | Imamura Miku     |
| ChangePhoenix | Tsubasa Mai      |
| GingaRed      | Ryouma           |
| Pink Flash    | Lou              |
| MegaSilver    | Hayakawa Yuusaku |

#### Đội Điềm tĩnh
| Bouken Black | Inou Masumi          |
| MagiYellow   | Ozu Tsubasa          |
| TimeBlue     | Ayase                |
| KirinRanger  | Thiên Thời Tinh Kazu |
| MegaYellow   | Jougasaki Chisato    |

#### Đội Nhào lộn
| GekiBlue      | Fukami Retsu   |
| NinjaRed      | Sasuke         |
| DynaBlack     | Hoshikawa Ryuu |
| Yellow Mask   | Hakura         |
| Shinken Green | Tani Chiaki    |

#### Đội Trời-Đất-Biển
| White Swan  | Rokumeikan Kaori |
| GingaGreen  | Hayate           |
| GaoRed      | Shishi Kakeru    |
| VulShark    | Samejima Kin'ya  |
| Yellow Lion | Ohara Joh        |

#### Đội Kiếm sĩ
| Black Knight | Hyuuga        |
| VulEagle     | Takayuki Hiba |
| DekaMaster   | Doggie Kruger |
| Shinken Red  | Shiba Takeru  |
| Red1         | Gou Shirou    |

#### Đội Xạ thủ
| Shinken Blue | Ikenami Ryunosuke |
| Yellow4      | Yabuki Jun        |
| Yellow Turbo | Hino Shunsuke     |
| Blue Dolphin | Misaki Megumi     |
| Pink Racer   | Yagami Youko      |

#### Đội Tươi khỏe
| GekiYellow  | Uzaki Ran    |
| OhBlue      | Mita Yuji    |
| MagiGreen   | Ozu Makito   |
| Bouken Blue | Mogami Souta |
| Red Turbo   | Honoo Riki   |

#### Đội Bay lượn
| MagiRed    | Ozu Kai        |
| Red Falcon | Amamiya Yusuke |
| Red Hawk   | Tendou Ryuu    |
| Gosei Red  | Alata          |
| GaoYellow  | Washio Gaku    |

#### Đội Pháo thủ
| GaoSilver   | Ogami Tsukumaro |
| Blue Racer  | Domon Naoki     |
| Go‑On Blue  | Kousaka Renn    |
| Blue Turbo  | Hama Youhei     |
| Blue Buster | Iwasaki Ryuji   |

#### Đội Chiến binh Hồng
| Pink Mask    | Momoko           |
| FivePink     | Hoshikawa Kazumi |
| Gosei Pink   | Eri              |
| Shinken Pink | Shiraishi Mako   |
| Pink5        | Katsuragi Hikaru |

#### Đội Tốc độ
| Red Buster   | Sakurada Himoru         |
| Blue Flash   | Bun                     |
| TenmaRanger  | Thiên Trọng Tinh Shouji |
| Blue Swallow | Hayasaka Ako            |
| Blue Mask    | Akira                   |

#### Đội Trí tuệ
| DynaRed     | Dan Hokuto      |
| Pink Turbo  | Morikawa Haruka |
| TimeGreen   | Sion            |
| FiveRed     | Hoshikawa Gaku  |
| Beet Buster | Jin Masato      |

#### Đội Hoàng kim
| Gosei Knight | Gosei Knight         |
| Go-On Gold   | Sutou Hiroto         |
| KingRanger   | Riki                 |
| MagiShine    | Thiên Thần Sungel    |
| Zubaan       | Đại Kiếm Nhân Zubaan |

#### Đội Ăn khỏe
| Red Racer   | Jinnai Kyosuke |
| NinjaYellow | Seikai         |
| VulPanther  | Hyou Asao      |
| MegaRed     | Date Kenta     |
| GingaYellow | Hikaru         |

#### Đội Nhà khoa học
| GoggleRed   | Akama Ken'ichi |
| Red Flash   | Jin            |
| Clover King | Daichi Bunta   |
| DynaYellow  | Nangou Kousaku |
| GoBlue      | Tatsumi Nagare |

#### Đội Chiến binh Bổ sung
| GekiViolet   | Fukami Gou        |
| GekiChopper  | Hisatsu Ken       |
| KibaRanger   | Hống Tân Tinh Kou |
| Wolzard Fire | Thiên Thần Blagel |
| Go-On Silver | Sutou Miu         |

#### Đội Trinh sát
| Miss America | Nagisa Maria    |
| GoYellow     | Tatsumi Daimon  |
| TimePink     | Yuri            |
| Heart Queen  | Mizuki Karen    |
| Go‑On Black  | Ishihara Gunpei |

#### Đội Chiến binh Nước
| NinjaBlue | Saizou         |
| Blue3     | Nanbara Ryuuta |
| DynaBlue  | Shima Yousuke  |
| GaoBlue   | Samezu Kai     |
| MagiBlue  | Ozu Urara      |

#### Đội Bóng chày
| VRV Master  | VRV Master     |
| Signalman   | Signalman      |
| Big One     | Banba Soukichi |
| Shurikenger | Kagura Asuka   |
| Ninjaman    | Ninjaman       |

#### Đội Siêu cường
| Yellow Owl    | Ooishi Raita      |
| Green Sai     | Aikawa Jun'ichi   |
| Bouken Yellow | Mamiya Natsuki    |
| GaoBlack      | Ushigome Soutarou |
| GingaBlue     | Gouki             |

#### Đội Chỉ huy
| Battle Japan | Den Masao Den |
| Bouken Red   | Akashi Satoru |
| OhRed        | Hoshino Goro  |
| NinjaWhite   | Tsuruhime     |
| GoRed        | Tatsumi Matoi |

#### Đội Vô tư
| Stag Buster  | Beet J. Stag  |
| Green Racer  | Uesugi Minoru |
| Go‑On Green  | Jou Hanto     |
| MagiPink     | Ozu Houka     |
| Shinken Gold | Umemori Genta |

#### Đội yêu Động vật
| GoggleYellow  | Kijima Futoshi      |
| Battle Kenya  | Akebono Shirou      |
| ShishiRanger  | Thiên Ảo Tinh Daigo |
| Yellow Buster | Yoko Usami          |
| DynaPink      | Tachibana Rei       |

#### Đội Thể thao
| GaoWhite     | Taiga Sae      |
| GogglePink   | Momozono Miki  |
| Spade Ace    | Sakurai Goro   |
| FiveBlue     | Hoshikawa Ken  |
| ChangeDragon | Tsurugi Hiryuu |

#### Đội Chiến binh Đen
| FiveBlack   | Hoshikawa Fumiya  |
| Black Turbo | Yamagata Daichi   |
| Black Bison | Yano Tetsuya Yano |
| Gosei Black | Agri              |
| Black Mask  | Kenta             |

#### Đội Võ thuật
| OhGreen    | Yokkaichi SHouhei   |
| FiveYellow | Remi Hoshikawa Remi |
| RyuuRanger | Thiên Hỏa Tinh Ryou |
| TimeRed    | Asami Tatsuya       |
| Red Mask   | Takeru              |

#### Đội Quốc tế
| GekiRed        | Kandou Jan           |
| Battle Cossack | Jin Makoto           |
| NinjaBlack     | Jiraiya              |
| Battle France  | Shida Kyousuke       |
| HououRanger    | Thiên Phong Tinh Lin |

#### Đội Đồng minh
- Arthur G6
- Colon
- Mag
- Peebo
- Hazardian Dappu

#### Những chiến binh khác (Gokaiger)
| Gokai Blue   | Joe Gibken      |
| Gokai Yellow | Luka Millfy     |
| Gokai Green  | Don Dogoier     |
| Gokai Pink   | Ahim de Famille |
| Gokai Silver | Ikari Gai       |

Giới thiệu Ryusoulger:
| RyusoulGreen | Towa     |
| RyusoulBlack | Banba    |
| Gaisorg      | Gaisoulg |

## Tập phim
1. Ai là kẻ mạnh nhất lịch sử? (史上最強は誰だ！？ Shijō Saikyō wa Dareda??)
2. Người mặc giáp bí ẩn (暗躍する謎の鎧 An'yaku Suru Nazo no Yoroi?)
3. Khám phá ra bí mật (暴かれた大秘密b Aaka Reta Dai Himitsu?)
4. FINALː Đi đến ngày mai (そして明日へ！ Soshite Ashita e!?)

## Diễn viên
Kazakiri Yamato (風切 大和): Nakao Masaki (中尾 暢樹)
Captain Marvelous (キャプテン・マーベラス): Ozawa Ryota (小澤 亮太)
Stinger (スティンガー): Kishi Yōsuke (岸 洋佑)
Igasaki Takaharu (伊賀崎 天晴): Nishikawa Shunsuke (西川 俊介)
Izumi Kagura (泉 神楽): Moritaka AI (森高)
Shishi Kakeru (獅子 走): Kaneko Noboru (金子 昇)
Takaoka Eiji (高丘 映士): Deai Masayuki (出合 正幸)
Esumi Sousuke (江角 走輔): Furuhara Yasuhisa (古原 靖久
Luka Millfy (ルカ・ミルフィ): Ichimichi Mao (市道 真央)
Asaka Keiichirou (朝加圭一郎): Yuuki Kousei (結木 滉星)
RyuuRanger(リュウレンジャー, Voice): Wada Keiichi (和田 圭市)
NinjaWhite (ニンジャホワイト, Voice): Hirose Satomi (広瀬 仁美)
Doggie Kruger (ドギー・クルーガー, Voice): Inada Tetsu (稲田 徹)
Rita (リタ): Asakawa Nana (浅川 梨奈)
Gaisorg (ガイソーグ, Voice), Akaranger (アカレンジャー, Voice), Gokaiger's Equipments (Voice), Narration: Seki Tomokazu (関 智一)